# Ploubalay
Ploubalay (bretonsko Plouvalae) je naselje in občina v francoskem departmaju Côtes-d'Armor regije Bretanje. Leta 2006 je naselje imelo 2.488 prebivalcev.

## Geografija
Kraj leži v pokrajini Bretaniji ob reki Floubalay, 17 km severno od Dinana. Znotraj občine se nahaja še ena občina - enklava Plessix-Balisson.

## Uprava
Ploubalay je sedež istoimenskega kantona, v katerega so poleg njegove vključene še občine Lancieux, Langrolay-sur-Rance, Pleslin-Trigavou, Plessix-Balisson, Saint-Jacut-de-la-Mer, Trégon in Tréméreuc z 9.015 prebivalci.
Kanton Ploubalay je sestavni del okrožja Dinan.

## Zanimivosti
- cerkev sv. Petra in Pavla iz druge polovice 19. stoletja,
- umetno jezero étang du Bois Joli na meji med departmajema Côtes-d'Armor in Ille-et-Vilaine.

## Pobratena mesta
- Boreham (Anglija, Združeno kraljestvo);